# The Capitol Albums, Volume 2
《The Capitol Albums, Volume 2》는 2006년 4월 11일에 발매된 비틀즈의 음반이다. 캐피털 레코드에 의해 발매되었다.

## 평가
| 전문가 평가 | 전문가 평가 |
| 평가 점수   | 평가 점수   |
| 출처        | 점수        |
| ----------- | ----------- |
| AllMusic    | [ 1 ]       |
| Pitchfork   | 7.5/10      |